# Gran Premi Ciclista de Montreal 2011
El Gran Premi Ciclista de Montreal 2011 fou la 2a edició del Gran Premi Ciclista de Montreal i es disputà l'11 de setembre de 2011. Aquesta era la 25a de l'UCI World Tour 2011. El vencedor fou el neerlandès Robert Gesink.

## Equips participants
El 18 equips UCI World Tour són presents en aquesta cursa, així com quatre equips continentals professionals convidats: Team Europcar, FDJ, Cofidis i l'equip canadenc SpiderTech-C10.
| Núm.    | Codi | Equip              |
| ------- | ---- | ------------------ |
| 1-8     | RAB  | Rabobank ProTeam   |
| 11-18   | GRM  | Garmin-Cervélo     |
| 21-28   | OLO  | Omega Pharma-Lotto |
| 31-38   | SKY  | Team Sky           |
| 41-48   | EUS  | Euskaltel–Euskadi  |
| 51-58   | LEO  | Leopard Trek       |
| 61-68   | BMC  | BMC Racing Team    |
| 71-78   | THR  | Team HTC-High Road |
| 81-88   | LAM  | Lampre-ISD         |
| 91-98   | SBS  | Saxo Bank-Sungard  |
| 101-108 | RSH  | Team RadioShack    |

| Núm.    | Codi | Equip                  |
| ------- | ---- | ---------------------- |
| 111-118 | LIQ  | Liquigas-Cannondale    |
| 121-128 | KAT  | Team Katusha           |
| 131-138 | AST  | Astana Qazaqstan Team  |
| 141-148 | MOV  | Movistar Team          |
| 151-158 | QST  | QuickStep Cycling Team |
| 161-168 | ALM  | AG2R La Mondiale       |
| 171-178 | VCD  | Vacansoleil-DCM        |
| 181-188 | EUR  | Team Europcar          |
| 191-198 | FDJ  | FDJ                    |
| 201-208 | COF  | Cofidis                |
| 211-218 | CSM  | SpiderTech-C10         |

## Classificació final

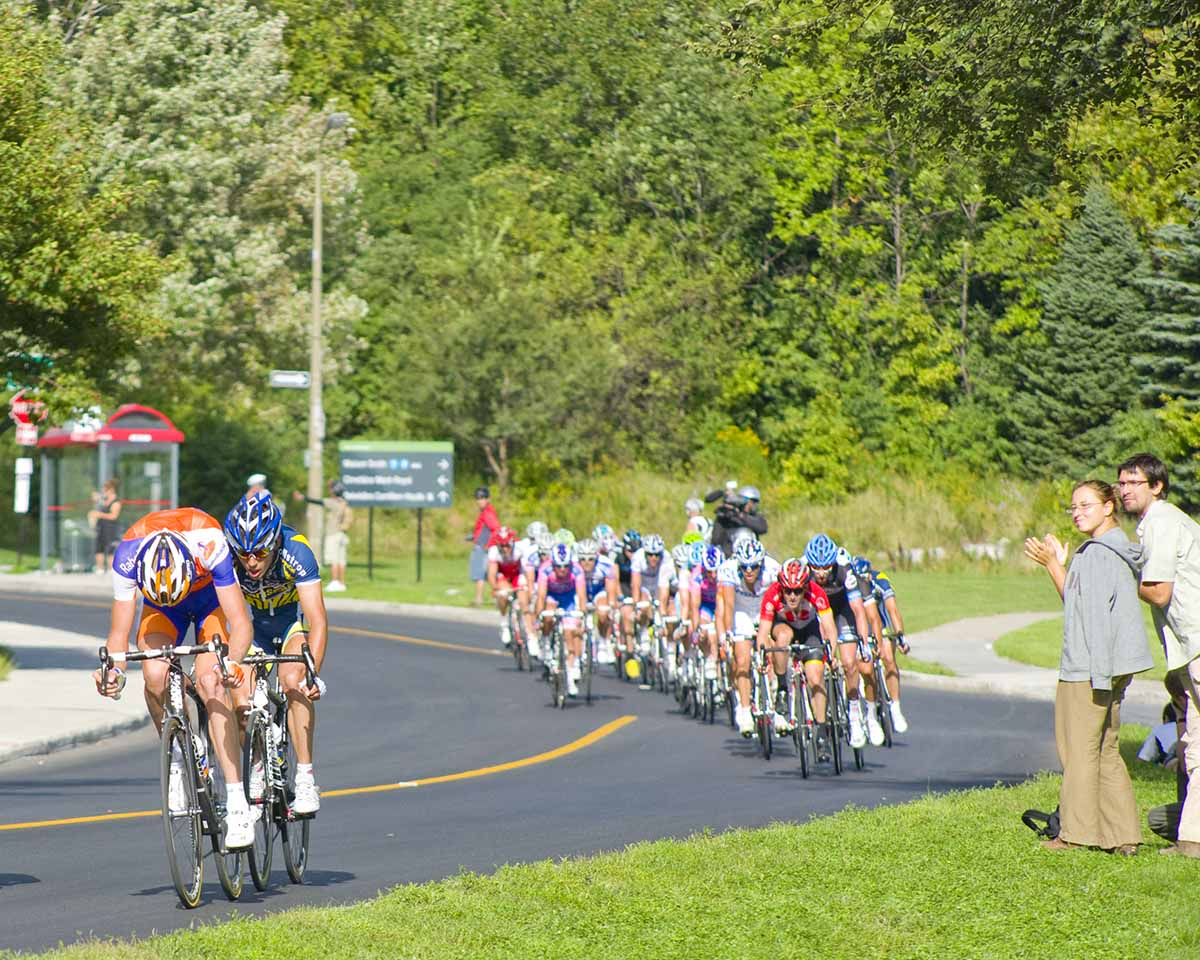
Pujant el Mt-Royal durant el Gran Premi Ciclista de Montreal 2011

| #  | Ciclista                   | Equip              | Temps      | Punts UCI |
| -- | -------------------------- | ------------------ | ---------- | --------- |
| 1  | Rui Alberto Faria da Costa | Movistar Team      | 5h 20' 16" | 80        |
| 2  | Pierrick Fédrigo           | FDJ                | m. t.      | -         |
| 3  | Philippe Gilbert           | Omega Pharma-Lotto | + 02"      | 50        |
| 4  | Jurgen Roelandts           | Omega Pharma-Lotto | + 02"      | 40        |
| 5  | Stefan Denifl              | Leopard Trek       | + 02"      | 30        |
| 6  | Daniele Pietropolli        | Lampre-ISD         | + 04"      | 22        |
| 7  | Marco Marcato              | Vacansoleil-DCM    | + 04"      | 14        |
| 8  | Arthur Vichot              | FDJ                | + 04"      | -         |
| 9  | Rinaldo Nocentini          | AG2R La Mondiale   | + 04"      | 6         |
| 10 | Fabian Wegmann             | Leopard Trek       | + 04"      | 2         |